# 李景膺
李景膺（1907年—1981年2月13日），陕西安定人。

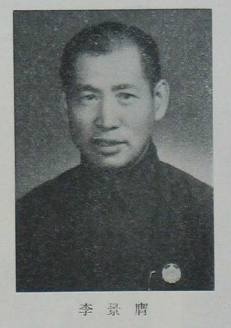
李景膺近照

李景膺于1934年加入中国共产党，后历任中共赤源县委宣传部部长、安定县委书记。1936年进入延安中央党校学习。次年起，又历任中共陕甘宁省委组织部部长，庆环分区组织部部长，陕甘宁边区党校副校长，西北党校副校长，延属地委组织部部长、副书记、书记，西府地委书记，陕北区委副书记等职。
1949年出席中国人民政治协商会议第一届全体会议并当选全国政协委员。中华人民共和国成立后，出任中共陕北区委书记、陕北区行政主任公署主任。次年起任西北局组织部副部长等职。1954年出任监察部副部长。1959年任中共贵州省委书记处书记。1965年任内务部副部长。文化大革命期间遭受迫害。文革后出任民政部顾问。1981年在北京逝世。